# Купченко, Ирина Петровна
Ири́на Петро́вна Ку́пченко (род. 29 февраля (1 марта) 1948, Вена) — советская и российская актриса театра и кино; народная артистка РСФСР (1989). Лауреат Государственной премии России (2001) и премии Ленинского комсомола (1981). Ведущая актриса Государственного академического театра имени Е. Б. Вахтангова.

## Биография
Ирина Купченко родилась в ночь с 29 февраля на 1 марта 1948 года в Вене (Австрия), где служил её отец. Отец — военнослужащий, мать — преподавательница английского языка. Вернувшись из Австрии в Советский Союз, после многочисленных переездов семья Купченко обосновалась в Киеве. В детстве Ирина занималась в театральном кружке Дворца пионеров и кружке кинооператоров, увлекалась танцами, а также грезила о карьере балерины.
В 1965—1966 годах, после окончания средней школы, училась на факультете иностранных языков Киевского государственного университета имени Т. Г. Шевченко. В 1969 году состоялся её дебют в кино — она исполнила роль Лизы Калитиной в фильме Андрона Михалкова-Кончаловского «Дворянское гнездо» (через два года этот же режиссёр пригласил Купченко на роль Сони в экранизации пьесы «Дядя Ваня» А. П. Чехова). Созданный актрисой образ Лизы Калитиной привлёк общее внимание. Героине присущи аристократическая простота, благородство поступков русской женщины и отсутствие «тургеневской» манерности[значимость факта?].
В 1970 году окончила Высшее театральное училище имени Б. В. Щукина в Москве (художественный руководитель курса — Марианна Рубеновна Тер-Захарова), в том же году принята в труппу Государственного академического театра имени Е. Б. Вахтангова в Москве, где играет по настоящее время.
Драматический талант актрисы проявился в таких кинокартинах, как «Романс о влюблённых» (1974), где она сыграла Люду, «Чужие письма» (1975)(учительница Вера Ивановна), «Звезда пленительного счастья» (1975) (княгиня Екатерина Ивановна Трубецкая), «Странная женщина» (1977) (юрисконсульт Евгения Шевелёва), «Обыкновенное чудо» (1978) (Хозяйка), «Отпуск в сентябре» (1979) (Галина).
Успех актрисе принесла главная роль в мелодраме «Одинокая женщина желает познакомиться» (1986), в которой она вместе с Александром Збруевым составила актёрский дуэт.
Ирина Купченко снималась в картинах различных жанров — от историко-биографических до сказочно-фантастических. Актриса играла у таких разных режиссёров, как Марк Захаров и Игорь Масленников, вместе с актёрами Олегом Янковским, Андреем Мироновым, Василием Ливановым, Михаилом Ульяновым и другими.
Ирина Купченко была занята в спектакле академического театра имени Евгения Вахтангова (роль Александры, супруги Николая II; роль в спектакле Валерия Фокина «Последняя ночь последнего царя» — одна из лучших в театральном сезоне 1996—1997); играла в спектакле Петера Штайна «Гамлет» (1998).

### Личная жизнь
Первый муж (с 1969 по 1970) — Николай Львович Двигубский (1936—2008), французский, советский и российский художник театра и кино.
Второй муж (с 1972 по 2021) — Василий Семёнович Лановой (1934—2021), артист Государственного академического театра имени Е. Б. Вахтангова, народный артист СССР (1985).
- Сын — Александр Васильевич Лановой (род. 1973), выпускник исторического факультета МГУ.
- Сын — Сергей Васильевич Лановой (1976—2013), выпускник экономического факультета МГУ, работал в Министерстве финансов РФ, скончался от сердечного приступа.
  - Внук — Марк, родился вне брака, постоянно проживает в Финляндии.
  - Внучка — Анна, родилась вне брака[2].

Приходится родной племянницей советской актрисе театра и кино Тамаре Черновой.

## Творчество

### Роли в театре

#### Театр имени Е. Б. Вахтангова (Москва)
- 1971 — «Антоний и Клеопатра» Шекспира; режиссёр Е. Р. Симонов — Октавия
- 1971 — «Молодость театра» А. К. Гладкова — Аглая
- 1971 — «Здравствуй, Крымов» Р. В. Назарова — Лариса
- 1972 — «Женщина за зелёной дверью» — Фарида
- 1974 — «Каменный гость» А. С. Пушкина — Дона Анна
- 1976 — «Ричард III» Шекспира; режиссёр Р. Н. Капланян — Леди Анна, невестка Генриха IV
- 1978 — «Чем люди живы» — Елена
- 1979 — «Великая магия» Э. де Филиппо — Марта
- 1983 — «Анна Каренина» по роману Л. Н. Толстого; режиссёр Р. Г. Виктюк — Долли
- 1987 — «Кабанчик» — Людмила
- 1987 — «Брестский мир» М. Ф. Шатрова — Инесса Арманд
- 1991 — «Мартовские иды» Т. Уайлдера; режиссёр А. М. Кац — Клодия
- 1993 — «Белый кролик» М. Чейз — Луиза Симмоне
- 2008 — «Последние луны» две истории по пьесам Фурио Бордона «Последние луны» и Гаральда Мюллера «Тихая ночь»; режиссёр Р. Туминас — Мать
- 2011 — «Пристань» («Филумена Мартурано» Э. Де Филиппо); режиссёр Р. Туминас — Филумена Мартурано
- 2013 — «Евгений Онегин» по роману А. С. Пушкина; режиссёр Р. В. Туминас — читает Сон Татьяны
- «Дело» А. В. Сухово-Кобылина — Анна Антоновна Атуева
- «Кабинетная история» — Жена инструктора
- «Сирано де Бержерак» Э. Ростана; режиссёр В. В. Мирзоев — Роксана
- 2019 — «Суббота, воскресенье, понедельник» («Суббота, воскресенье, понедельник» Э. Де Филиппо); режиссёр Лука де Фуско — Роза Приоре
- 2021 — «Война и мир» по роману Л. Н. Толстого; режиссёр Р. В. Туминас — графиня Наталья Ростова

#### Другие театры
- «Идеальный муж» О. Уайльда; режиссёр П. Сафонов (Проект «Театральный марафон»)
- «Неаполитанские страсти» Э. Де Филиппо (Театральный дом «Миллениум»)
- «Свободная любовь» по пьесе «Эти свободные бабочки» Л. Герша; режиссёр А. А. Житинкин («Ла Театр»)
- «Покровские ворота» Л. Г. Зорина; режиссёр О. Е. Меньшиков (Московский драматический театр имени М. Н. Ермоловой) — Алиса Витальевна, тётушка Костика

### Фильмография
| Год       |     | Название                                                         | Роль |
| --------- | --- | ---------------------------------------------------------------- | --- |
| 1969      | ф   | Дворянское гнездо                                                | Лиза Калитина                                                                                            |
| 1970      | ф   | Дядя Ваня                                                        | Софья Александровна (Соня), дочь Серебрякова от первого брака                                            |
| 1972      | тсп | Светит, да не греет                                              | Оля |
| 1973      | тсп | Он пришёл                                                        | Шейла |
| 1974      | ф   | Романс о влюблённых                                              | Люда |
| 1975      | ф   | Звезда пленительного счастья                                     | княгиня Екатерина Ивановна Трубецкая                                                                     |
| 1976      | ф   | Чужие письма                                                     | Вера Ивановна, классный руководитель 9-го класса                                                         |
| 1977      | ф   | Странная женщина                                                 | Евгения Михайловна Шевелёва, юрисконсульт                                                                |
| 1978      | ф   | Обыкновенное чудо                                                | Хозяйка, жена Волшебника                                                                                 |
| 1978      | ф   | Сибириада                                                        | Соломина                                                                                                 |
| 1978      | ф   | Поворот                                                          | Наташа Веденеева, жена Виктора                                                                           |
| 1979      | ф   | Отпуск в сентябре                                                | Галина, жена Виктора Зилова                                                                              |
| 1979      | тсп | Дом окнами в поле                                                | Лидия Васильевна Астафьева, заведующая фермой                                                            |
| 1980      | ф   | Путешествие в другой город                                       | Лина (Капитолина), телефонистка                                                                          |
| 1980      | тсп | Великая магия                                                    | Марта ди Спелта                                                                                          |
| 1980      | ф   | Назначение                                                       | Анна Ивановна (Нюта), влюблённая в Алексея Лямина секретарша                                             |
| 1980      | ф   | Последний побег                                                  | Зинаида Семёновна Чернова, мать Виктора Чернова                                                          |
| 1981      | ф   | Приключения Шерлока Холмса и доктора Ватсона: Собака Баскервилей | Берил Степлтон, сестра / жена Джека                                                                      |
| 1982      | ф   | Домой!                                                           | Люба |
| 1983      | ф   | Без свидетелей                                                   | Она |
| 1985      | ф   | Берега в тумане                                                  | Тамара Скаржинская                                                                                       |
| 1986      | ф   | Одинокая женщина желает познакомиться                            | Клавдия Петровна Почукаева                                                                               |
| 1986      | ф   | Последняя дорога                                                 | княгиня Вера Андреевна Вяземская                                                                         |
| 1986      | с   | Жизнь Клима Самгина                                              | дама на приёме у адвоката                                                                                |
| 1987      | ф   | Другая жизнь                                                     | Лиля |
| 1987      | ф   | Забытая мелодия для флейты                                       | Елена Филимонова                                                                                         |
| 1988      | тсп | И свет во тьме светит                                            | Марья Ивановна Саранцева, жена Николая Ивановича                                                         |
| 1989      | тсп | Брестский мир                                                    | Арманд                                                                                                   |
| 1990      | ф   | Николай Вавилов                                                  | Лена, вторая жена Николая Вавилова, мать Юры                                                             |
| 1990      | ф   | Хомо                                                             | Галина Алексеевна, учитель математики                                                                    |
| 1991      | ф   | Ближний круг (Италия, США, СССР)                                 | Зинаида Кузьминична, директор детского приёмника                                                         |
| 1991      | ф   | Вне                                                              | снималась                                                                                                |
| 1992      | ф   | Танцующие призраки                                               | мать Игоря                                                                                               |
| 1994      | ф   | Будулай, которого не ждут («Цыганский остров»)                   | Клавдия Пухлякова                                                                                        |
| 1994      | ф   | Жестокая фантазия                                                | снималась                                                                                                |
| 1994      | ф   | Дом на камне                                                     | снималась                                                                                                |
| 1994      | ф   | Роман «Alla Russa»                                               | Антонина Васильева, экономка                                                                             |
| 1995      | ф   | Летние люди                                                      | Марья Львовна                                                                                            |
| 1998      | ф   | Бедная Лиза / Poor Liza                                          | мать Лизы                                                                                                |
| 1999      | ф   | Послушай, не идёт ли дождь…                                      | жена Юрия Казакова                                                                                       |
| 2000      | ф   | Старые клячи                                                     | Анна, кандидат наук, заведующая лабораторией новых технологий в заводском НИИ, подруга Любы, Лизы и Маши |
| 2000      | ф   | Приходи на меня посмотреть                                       | Татьяна, дочь Софьи Ивановны                                                                             |
| 2002      | ф   | Подмосковная элегия                                              | Елена Черкасская                                                                                         |
| 2003      | ф   | Благословите женщину                                             | Анна Степановна, мать Веры                                                                               |
| 2003      | с   | Любовь императора                                                | императрица Мария Александровна                                                                          |
| 2003      | ф   | Спасибо                                                          | Вера |
| 2004      | док | Земное и небесное                                                | ведущая 9-й серии «Спаси и Сохрани»                                                                      |
| 2004      | с   | Московская сага                                                  | мать Майи Стрепетовой                                                                                    |
| 2004      | ф   | Ночь светла                                                      | Зинаида Антоновна, директор интерната для слепых, глухих и немых детей                                   |
| 2005      | ф   | Херувим                                                          | Наталья Марковна Герасимова, мать Стаса                                                                  |
| 2006      | ф   | Бесы                                                             | Варвара Петровна Ставрогина, мать Николая Всеволодовича Ставрогина                                       |
| 2007      | ф   | Кука                                                             | мать Лены                                                                                                |
| 2007      | ф   | Дом на набережной                                                | Юлия Михайловна, жена академика Ганчука, преподаватель немецкого языка в институте                       |
| 2007      | с   | Судебная колонка                                                 | Татьяна Павловна Иванова, мать Дарьи                                                                     |
| 2007      | ф   | Трое и Снежинка                                                  | Валентина Андреевна, мать Эндрю                                                                          |
| 2007      | док | Праздник праздников                                              | в роли самой себя                                                                                        |
| 2008      | ф   | Розыгрыш                                                         | Мария Васильевна, завуч                                                                                  |
| 2008      | с   | Сила притяжения                                                  | Илона |
| 2009      | ф   | Юленька                                                          | Тамара Иосифовна, директор гимназии                                                                      |
| 2009      | ф   | Желание                                                          | Галина Ивановна, мать Веры и Валентины                                                                   |
| 2009      | ф   | Самая лучшая бабушка                                             | Людмила Марковна, бывшая балерина                                                                        |
| 2009      | ф   | Дом на Озёрной                                                   | Галина Семёновна Седова                                                                                  |
| 2010—2014 | с   | Земский доктор                                                   | Наталья Георгиевна, мама Ольги                                                                           |
| 2010      | ф   | Идеальный муж                                                    | Леди Маркби                                                                                              |
| 2010      | ф   | Пара гнедых                                                      | Лидия Петровна, бабушка Ирины                                                                            |
| 2010      | ф   | Цветок дьявола                                                   | мать Полины                                                                                              |
| 2011      | ф   | Пристань                                                         | Филумена Мартурано                                                                                       |
| 2012      | с   | Калачи                                                           | Катерина Ефимовна (баба Катя), жена Тимофея Калача                                                       |
| 2012      | с   | Без свидетелей                                                   | психолог Вера Андреевна Ентальцева                                                                       |
| 2012      | с   | Бедные родственники                                              | Оксана Григорьевна Бондарева, жена Тимофея Кузьмича                                                      |
| 2013      | с   | Жить дальше                                                      | Алла Сергеевна                                                                                           |
| 2014      | ф   | Последние луны                                                   | мать |
| 2015      | ф   | Училка                                                           | Алла Николаевна, учитель истории с сорокалетним стажем                                                   |
| 2018      | ф   | Последнее испытание                                              | Алла Николаевна, учитель истории с сорокалетним стажем                                                   |
| 2019      | ф   | Я подарю тебе победу (Армения, Россия)                           | снималась                                                                                                |
| 2019      | ф   | Волшебник                                                        | Луиза Васильевна                                                                                         |
| 2020      | док | История неполучившегося фильма                                   | исполнительница роли Лики Мизиновой в неоконченном фильме «Вспоминая Чехова»                             |
| 2021      | ф   | Ваш весь Федор Достоевский                                       | эксперт по Достоевскому                                                                                  |
| 2023      | ф   | Пациент № 1                                                      | мать Саши                                                                                                |
| 2024      | ф   | Каждый мечтает о собаке                                          | Тошка в наши дни                                                                                         |

#### Озвучивание
- 1982 — Кафедра — Нина Игнатьевна Асташова, доцент кафедры (роль Светланы Кузьминой)
- 1985 — Вариант «Зомби» — Лючия Джинелли, она же Катрин Люсье (роль Ирэны Дубровской)

### Документальные фильмы
- «Ирина Купченко. „Без свидетелей“» («ТВ Центр», 2013)[3]
- «Ирина Купченко. „Необыкновенное чудо“» («Первый канал», 2013)[4][5]

## Признание заслуг

### Государственные награды СССР
- «Заслуженная артистка РСФСР» (25.02.1980)[источник?].
- лауреат премии Ленинского комсомола в области литературы и искусства (1981) — «за талантливое воплощение образов современников в кино и высокое исполнительское мастерство»[источник?].
- «Народная артистка РСФСР» (11.10.1989)[источник?].

### Государственные награды Российской Федерации
- орден Почёта (8 января 1999) — за заслуги в области культуры и искусства, большой вклад в укрепление дружбы и сотрудничества между народами, многолетнюю плодотворную работу[6].
- лауреат Государственной премии Российской Федерации в области театрального искусства за 2001 год (10 июня 2002) — за творческое развитие традиций Е. Вахтангова в спектаклях Государственного академического театра имени Евг. Вахтангова «Дядюшкин сон» по повести Ф. Достоевского, «Сирано де Бержерак» по пьесе Э. Ростана[7].
- Благодарность Президента Российской Федерации (29 июня 2018) — за заслуги в развитии отечественной культуры и искусства, многолетнюю плодотворную деятельность[8]
- орден Дружбы (23 августа 2019) — за большой вклад в развитие отечественной культуры и искусства, многолетнюю плодотворную деятельность[9]
- Почётная грамота Президента Российской Федерации (20 сентября 2021) — за большой вклад в развитие отечественной культуры и искусства, многолетнюю плодотворную деятельность[10].

### Региональные награды
- Медаль «За веру и добро» (2017, Кемеровская область) — за значительный вклад в сохранение и приумножение ценностей театрального и киноискусства, верное служение своему профессиональному долгу, уникальный талант, богатый творческий потенциал, высочайшую самоотдачу, веру в добро и любовь к жизни[11].

### Общественные награды

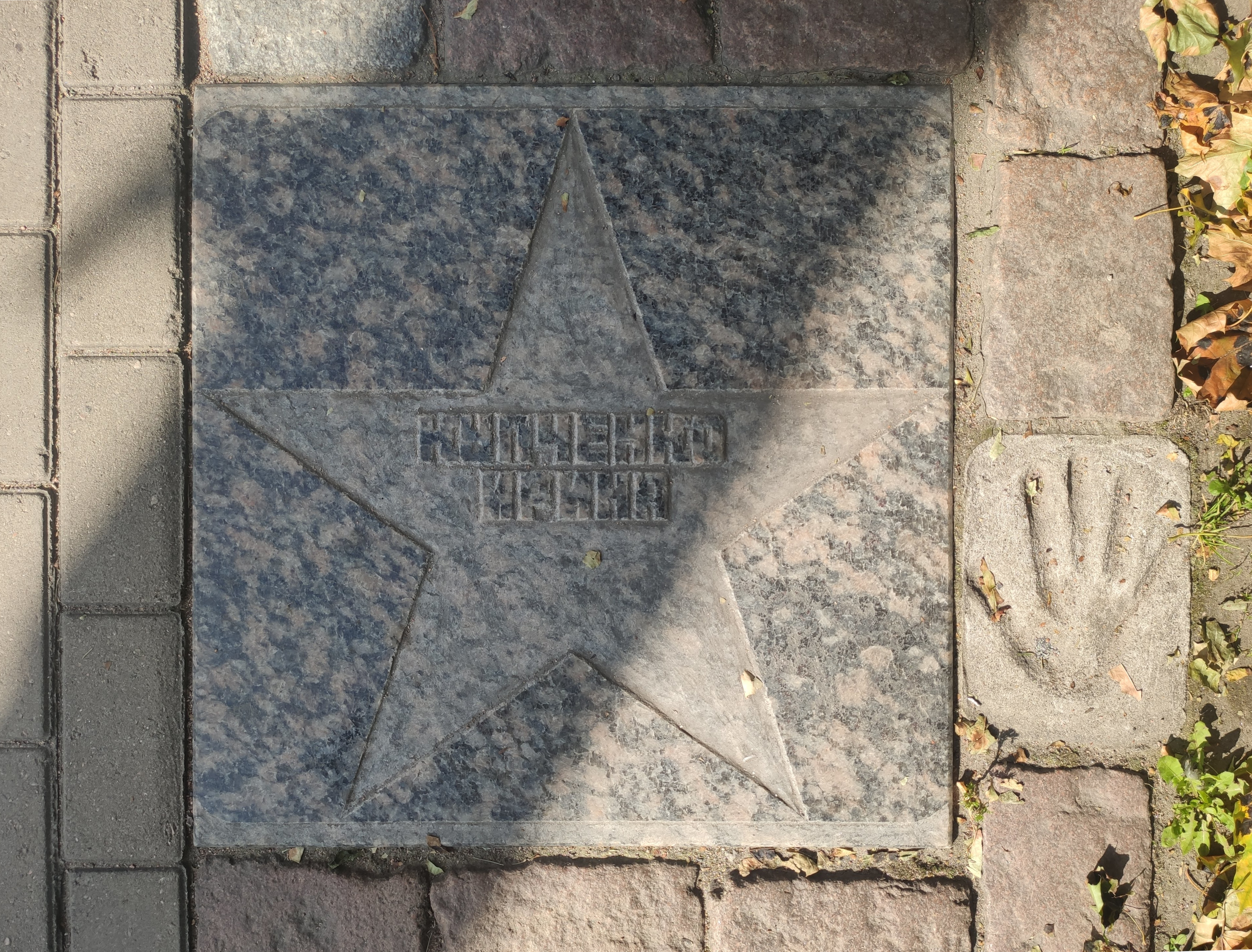
Звезда Ирины Купченко на Аллее актёрской славы в Выборге

- 1987 — приз Монреальского кинофестиваля за лучшую женскую роль в фильме «Одинокая женщина желает познакомиться»[источник?].
- 1988 — кинопремия «Ника» за лучшую роль второго плана в картине «Другая жизнь»[источник?].
- 1992 — приз Международного кинофестиваля в городе Троя (Португалия) за исполнение главной роли в советско-венгерском художественном фильме «Хомо новус» (1990)[источник?].
- 1996 — номинация на кинопремию «Ника» за лучшую роль второго плана в кинокартине «Летние люди»[источник?].
- 2001 — II Международный телекинофорум «Вместе» — Приз «Лучшая актриса» за роль в фильме «Приходи на меня посмотреть»[12];
- 2004 — номинация на премию «Золотой орёл» за лучшую роль второго плана в кинокартине «Ночь светла»[источник?].
- 2005 — номинация на кинопремию «Ника» за лучшую роль второго плана в кинокартине «Ночь светла»[источник?].
- 2005 — приз на кинофестивале «Окно в Европу» за лучшую женскую роль в кинофильме «Ночь светла»[источник?].
- 2005 — приз на V Международном фестивале актёров кино «Стожары» в Киеве за лучшую женскую роль второго плана в кинофильме «Ночь светла»[источник?].
- 2007 — приз «Живая легенда российского кино» на кинофестивале «Виват, кино России!» в Санкт-Петербурге[источник?].
- 2009 — премия «Золотой орёл» за лучшую роль второго плана в кинокартине «Розыгрыш» (2008)[источник?].
- 2015 — главный приз конкурса игрового кино «За безупречное мастерство, за достоинство и честность» на кинофестивале «Окно в Европу» — за главную роль Аллы Николаевны в художественном фильме «Училка»[13].
- 2015 — приз международного конкурса «За вклад в киноискусство» на VIII Международном кинофестивале «Восток & Запад. Классика и авангард» в Оренбурге — за главную роль Аллы Николаевны в художественном фильме «Училка»[14].
- 2015 — приз в номинации «Лучшая исполнительница главной роли» на II Фестивале нового российского кино «Пробуждение» в Дмитрове — за главную роль Аллы Николаевны в художественном фильме «Училка»[15].
- 2016 — премия «Ника» за лучшую женскую роль за 2015 год — за главную роль Аллы Николаевны в художественном фильме «Училка» (2015)[источник?].
- 2019 — премия имени Иосифа Бродского — «Бродский на Искье»[16].
- 2023 — Премия «Верю. Константин Станиславский» (Московский международный кинофестиваль)[17].
- 2023 — Золотая медаль медаль им. С. Ф. Бондарчука «За выдающийся вклад в кинематограф» (кинофорум «Золотой Витязь»)[18]